# 五环大道站
五环大道站位于中华人民共和国湖北省武汉市东西湖区，是武汉地铁1号线的地铁车站
。

## 车站结构
位于东西湖大道与临空港大道（原名五环大道）的交叉口，顺东西湖大道布置。
车站为高架三层侧式站台，地面为东西湖大道主干道，上二层为车站站厅房屋。
需要注意的是，官方的“运营线路图”将此站标为“五环路”站，但是现实中的车站以及自动售票机上都将此站标为“五环大道站”。

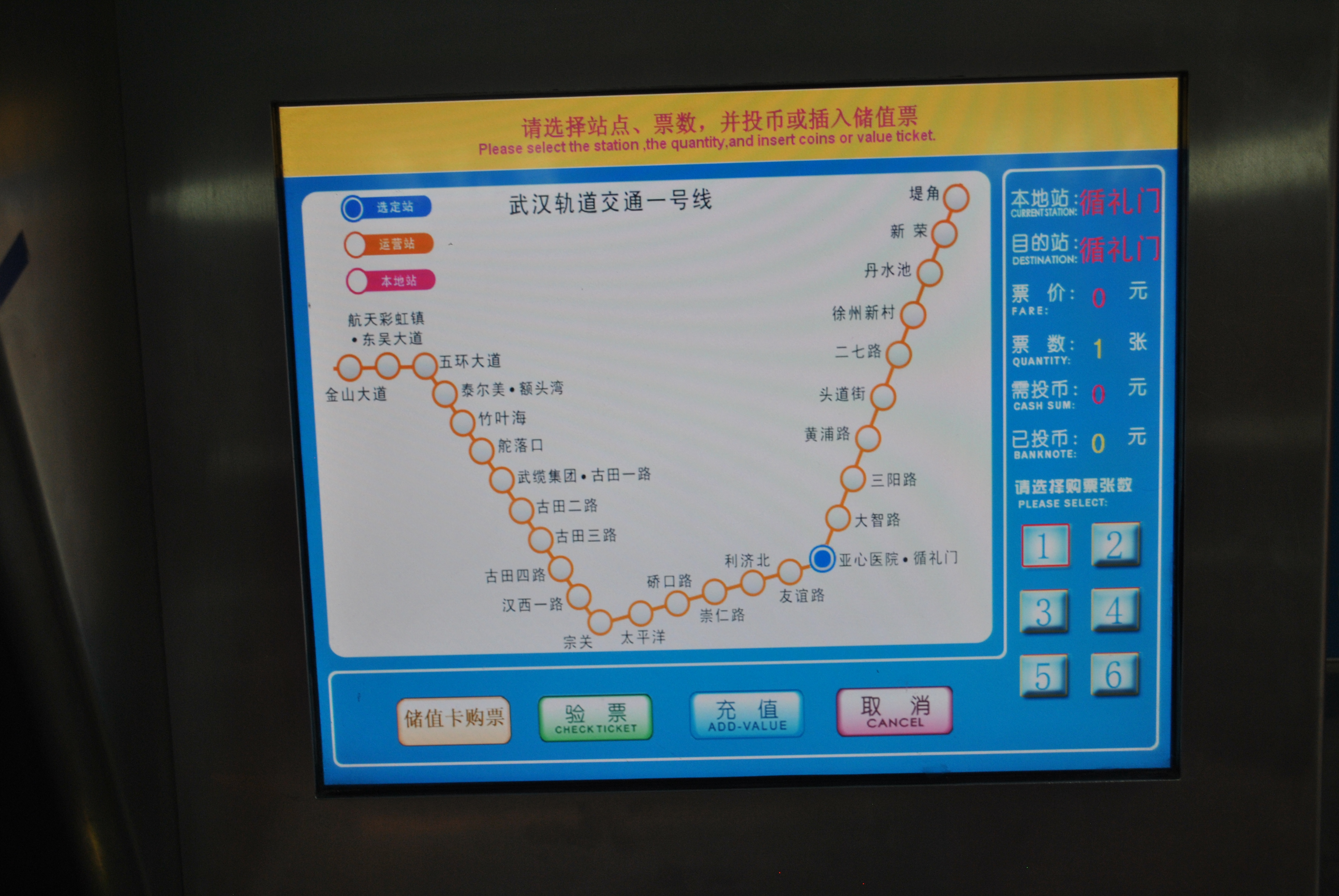
武汉地铁一号线售票机屏幕

### 楼层分布
| 地上三层 | 侧式站台，右侧开门 | 侧式站台，右侧开门         | 侧式站台，右侧开门 | 侧式站台，右侧开门 |
|          |                    | █ 1号线 往径河（东吴大道） |                    |                    |
|          |                    | █ 1号线 往汉口北（额头湾） |                    |                    |
|          | 侧式站台，右侧开门 |                            |                    |                    |
| 地上二层 | 站厅               | 售票机、客服中心、聯外天橋 |                    |                    |
| 地面     |                    | 出入口                     |                    |                    |

### 车站出口
|                                                 |      |      |  |
| 出口編號                                        | 設施 | 照片 |  |
| A                                               |      |      |  |
| B                                               |      |      |  |
| 注： 設有升降機 \| 設有輪椅升降台 \| 設有洗手間 |      |      |  |

## 历史
五环大道站是武汉地铁1号线二期工程的站点之一。2010年7月29日正式开通运营。
五环大道站以西有一小区博大学府，因轨道交通线路调整被拆迁。目前还不清楚小区和轨道交通的规划孰先孰后。

## 接驳交通

### 公汽
218、222、560、736、528、H83内环、惠民2路

## 邻近地区
武汉市东西湖区政府

### 内部链接
- 武汉地铁车站列表